# Odontaspis
Genre
Odontaspis est un genre de requins.
Étymologie : du grec odous = « dent », aspis, -idos = « bouclier ».

## Liste des espèces
Selon ITIS et FishBase :

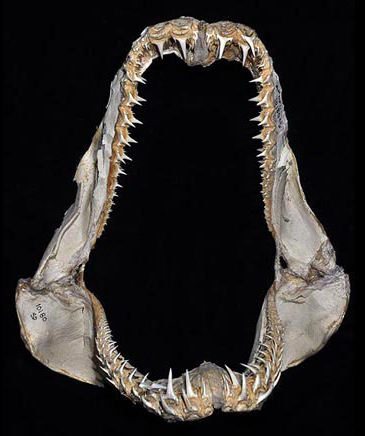
Mâchoire d'un Odontaspis ferox.

- Odontaspis ferox (Risso, 1810) - Requin féroce
- Odontaspis noronhai (Maul, 1955) - Requin noronhai

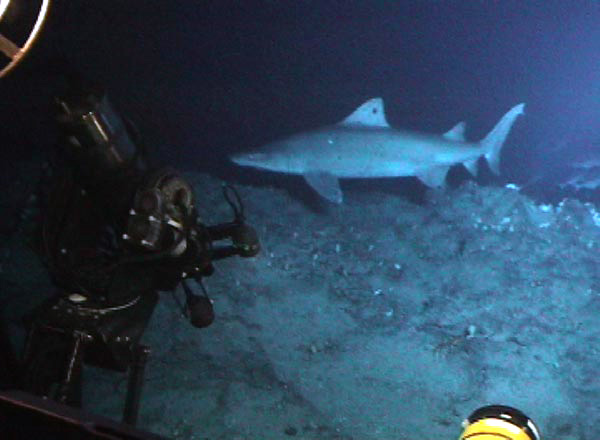
Odontaspis ferox
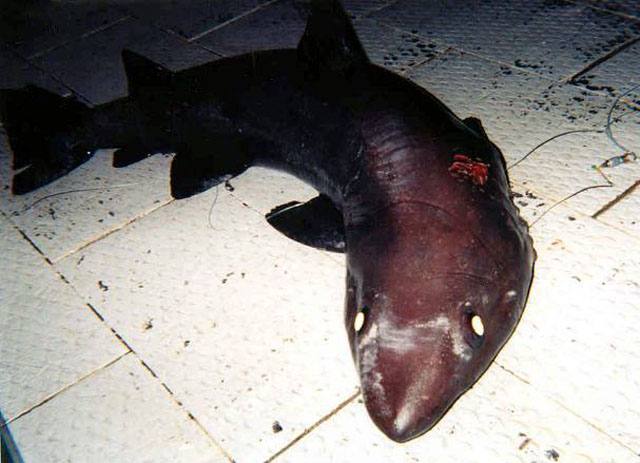
Odontaspis noronhai

## Espèces éteintes

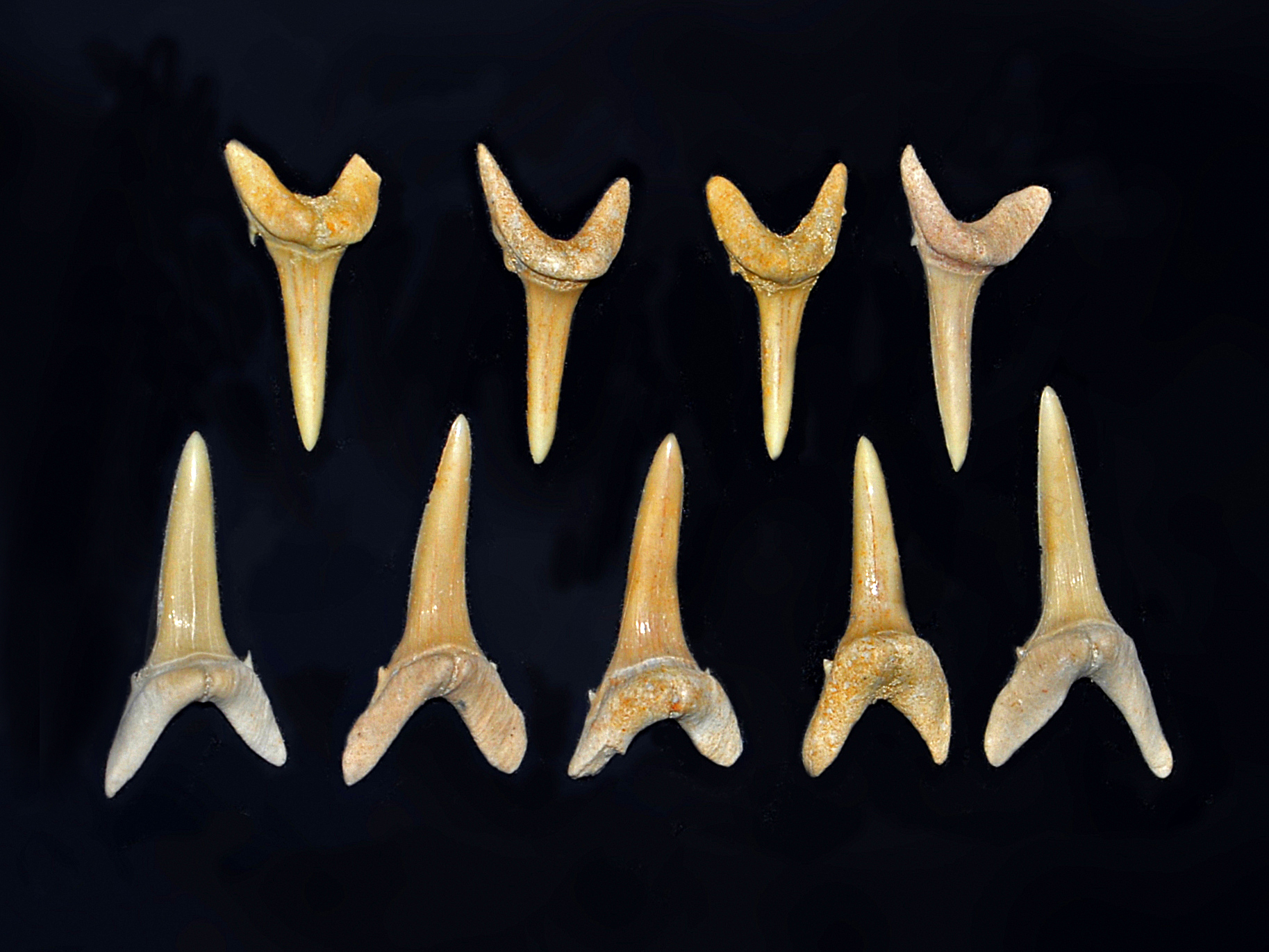
Dents fossiles d' Odontaspis winkleri en provenance de Khouribga au Maroc

- Lamna (Odontaspis) bronnii †
- Lamna (Odontaspis) dubia †
- Lamna (Odontaspis) duplex †
- Lamna (Odontaspis) gracilis †
- Lamna (Odontaspis) rhaphiodon †
- Lamna (Odontaspis) subulata †
- Odontaspis actutissima †
- Odontaspis acutissima †
- Odontaspis bicarinatus †
- Odontaspis bronni †
- Odontaspis contortidens †
- Odontaspis crassidens †
- Odontaspis exilis †
- Odontaspis hopei †
- Odontaspis incurva †
- Odontaspis macrota †
- Odontaspis malletiana †
- Odontaspis robusta †
- Odontaspis sanguinei †
- Odontaspis verticalis †
- Odontaspis vorax †
- Odontaspis winkleri †